# Visszaszámlálás
A Visszaszámlálás (eredeti cím: Countdown) egy amerikai krimi televíziós sorozat, amelyet Derek Haas készített és írt. Jensen Ackles játssza a főszerepet. A sorozat premierje az Egyesült Államokban az Amazon Prime Video-n volt 2025. június 25-én, Magyarországon pedig ugyanazon a napon.

## Ismertető
Röviddel azután, hogy a Belbiztonsági Minisztérium egy tisztjét szemtől szemben megölik, Mark Meachum, a Los Angeles-i rendőrség nyomozóját egy titkos munkacsoporthoz küldik, amelybe az összes bűnüldöző szerv beépített ügynökei érkeznek, hogy felkutassák a gyilkost. A keresés azonban egy sokkal sötétebb összeesküvést tár fel, mint amire bárki számított volna, ami kétségbeesett versenyfutást indít el egy milliós város védelméért.